# スター変身!
『スター変身!』（スターへんしん）は、1972年5月16日から1973年3月27日まで日本テレビ系列局で放送されていた読売テレビ製作のバラエティ番組。放送時間は毎週火曜 19:30 - 20:00 （日本標準時）。

## 概要
第二次怪獣ブーム（変身ブーム）に便乗してスタートした公開放送番組。毎回5人の芸能人たちが趣向を凝らして「変身」した姿で登場し、様々なかくし芸や歌を披露する仮装合戦を展開。それを観客100人が審査し、「チャンピオン賞」を決めていた。
『アベック歌合戦』から続けて行われていた公開番組の1つであるが、出場者は芸能人に限定されていたため、ここで『アベック歌合戦』以来約9年半続いた視聴者参加型番組が一旦途切れることとなった。
初回には仲雅美、坂本新兵、大橋惠子、朱里エイコ、柳家かゑる（後の鈴々舎馬風）が出演。出し物は、仲は木枯し紋次郎、坂本はインド魔術師、大橋はキックボクサー、朱里はピエロ、かゑるは美空ひばりであった。

## 出演者

### 司会
- 佐良直美
- キャッシー

### アドバイザー
この両者は、『スターと飛び出せ歌合戦』で審査員を務めて以来の出演である。
- ディック・ミネ
- 川上のぼる

## 放送局
特記の無い限り全て放送時間は火曜 19:30 - 20:00、同時ネット。
- 読売テレビ（制作局）
- 札幌テレビ[1]
- 青森放送[2]
- テレビ岩手[2]
- 秋田放送：土曜 18:00 - 18:30[3]
- 山形放送[2]
- 宮城テレビ[4]
- 日本テレビ
- 北日本放送[5]
- 福井放送[5]
- 信越放送：月曜 18:00 - 18:30[6]
- 山梨放送[7]

- 静岡放送：土曜 16:00 - 16:30[7]
- 名古屋テレビ[8]
- 日本海テレビ[9]
- 西日本放送[10]
- 広島テレビ：日曜 18:00 - 18:30[10]
- 山口放送[11]
- 四国放送：土曜 18:00 - 18:30[12]
- 南海放送：金曜 18:00 - 18:30[11]
- 高知放送：火曜 19:00 - 19:30[11]
- 福岡放送[13]
- テレビ長崎：日曜 10:30 - 11:00[13]
- テレビ大分[14]
- 南日本放送：日曜 15:00 - 15:30[15]